# یوسیپ ریچ
یوسیپ ریچ (انگلیسی: Josip Reić؛ زادهٔ ۲۴ ژوئیهٔ ۱۹۶۵) قایقران روئینگ اهل یوگسلاوی است.